# Tata Open Maharashtra 2023 - Qualificazioni singolare
Le qualificazioni del singolare maschile del Tata Open Maharashtra 2023 sono state un torneo di tennis preliminare per accedere alla fase finale della manifestazione. I vincitori dell'ultimo turno sono entrati di diritto nel tabellone principale. In caso di ritiro di uno o più giocatori aventi diritto a questi sono subentrati i Lucky loser, ossia i giocatori che hanno perso nell'ultimo turno ma che avevano una classifica più alta rispetto agli altri partecipanti che avevano comunque perso nel turno finale.

## Teste di serie
1. Christopher Eubanks (ritirato)
2. Elias Ymer (qualificato)
3. Mattia Bellucci (ultimo turno)
4. Maximilian Marterer (qualificato)

1. Flavio Cobolli (qualificato)
2. Otto Virtanen (primo turno)
3. Cedrik-Marcel Stebe (ritirato)
4. Nicholas David Ionel (primo turno)

## Qualificati
1. Flavio Cobolli
2. Elias Ymer

1. Ramkumar Ramanathan
2. Maximilian Marterer

## Tabellone

### Legenda
| - Q = Qualificato - WC = Wild card - LL = Lucky loser | - ALT = Alternate - SE = Special Exempt - PR = Protected Ranking | - w/o = Walkover - r = Ritirato - d = Squalificato |

### Sezione 1
|  | Primo turno | Primo turno            | Primo turno            | Primo turno | Primo turno |  |  | Ultimo turno | Ultimo turno   | Ultimo turno   | Ultimo turno | Ultimo turno |  |
|  |             |                        |                        |             |             |  |  |              |                |                |              |              |  |
|  | Alt         | Sidharth Rawat         | 1                      | 7           | 1           |  |  |              |                |                |              |              |  |
|  |             | Zdeněk Kolář           | 6                      | 64          | 6           |  |  |              | Zdeněk Kolář   | Zdeněk Kolář   | 4            | 4            |  |
|  | WC          | Aditya Vishal Balsekar | Aditya Vishal Balsekar | 3           | 0           |  |  | 5            | Flavio Cobolli | Flavio Cobolli | 6            | 6            |  |
|  | 5           | Flavio Cobolli         | Flavio Cobolli         | 6           | 6           |  |  |              |                |                |              |              |  |

### Sezione 2
|  | Primo turno | Primo turno   | Primo turno   | Primo turno  | Primo turno |  |  | Ultimo turno | Ultimo turno | Ultimo turno | Ultimo turno | Ultimo turno |  |
|  |             |               |               |              |             |  |  |              |              |              |              |              |  |
|  | 2           | Elias Ymer    | Elias Ymer    | Elias Ymer   | 3           |  |  |              |              |              |              |              |  |
|  |             | Miljan Zekić  | Miljan Zekić  | Miljan Zekić | 0r          |  |  | 2            | Elias Ymer   | Elias Ymer   | 6            | 6            |  |
|  | PR          | Yuki Bhambri  | Yuki Bhambri  | 6            | 6           |  |  | PR           | Yuki Bhambri | Yuki Bhambri | 1            | 4            |  |
|  | Alt         | Diego Hidalgo | Diego Hidalgo | 2            | 2           |  |  |              |              |              |              |              |  |

### Sezione 3
|  | Primo turno | Primo turno         | Primo turno     | Primo turno | Primo turno |  |  | Ultimo turno | Ultimo turno        | Ultimo turno        | Ultimo turno | Ultimo turno |  |
|  |             |                     |                 |             |             |  |  |              |                     |                     |              |              |  |
|  | 3           | Mattia Bellucci     | Mattia Bellucci | 6           | 6           |  |  |              |                     |                     |              |              |  |
|  | Alt         | Vladyslav Orlov     | Vladyslav Orlov | 4           | 4           |  |  | 3            | Mattia Bellucci     | Mattia Bellucci     | 3            | 5            |  |
|  | WC          | Ramkumar Ramanathan | 2               | 7           | 6           |  |  | WC           | Ramkumar Ramanathan | Ramkumar Ramanathan | 6            | 7            |  |
|  | 6           | Otto Virtanen       | 6               | 5           | 2           |  |  |              |                     |                     |              |              |  |

### Sezione 4
|  | Primo turno | Primo turno          | Primo turno          | Primo turno | Primo turno |  |  | Ultimo turno | Ultimo turno        | Ultimo turno        | Ultimo turno | Ultimo turno |  |
|  |             |                      |                      |             |             |  |  |              |                     |                     |              |              |  |
|  | 4           | Maximilian Marterer  | 7                    | 3           | 7           |  |  |              |                     |                     |              |              |  |
|  |             | Prajnesh Gunneswaran | 6                    | 6           | 5           |  |  | 4            | Maximilian Marterer | Maximilian Marterer | 6            | 6            |  |
|  |             | Nikola Milojević     | Nikola Milojević     | 6           | 6           |  |  |              | Nikola Milojević    | Nikola Milojević    | 2            | 3            |  |
|  | 8           | Nicholas David Ionel | Nicholas David Ionel | 3           | 2           |  |  |              |                     |                     |              |              |  |